# 綾町立綾小学校
綾町立綾小学校（あやちょうりつ あやしょうがっこう）は、宮崎県東諸県郡綾町大字南俣（みなみまた）にある公立の小学校。

## 概要
歴史
現在地に移転した1888年（明治21年）を創立年とする。現校名となったのは1947年（昭和22年）。2023年（令和5年）に創立136周年を迎えた。
校章
梅の花弁を背景にして、中央に校名の「綾」の文字を配している。
校歌
作詞・作曲ともに三原彪六による。歌詞は2番まであり、歌詞中に校名は登場しない。
通学区域
綾町全域。中学校区は綾町立綾中学校。

## 沿革
- 1873年（明治6年）- 「綾郷校」と称し、大字南俣旧押所を校舎にあて教授を開始。その後、「綾小学校」に改称。
- 1885年（明治18年）- 小学校2校（上畑・宮原）を統合の上、「綾陽小学校」が創立。
- 1887年（明治20年）- 小学校令施行により、尋常科（4年制）を設置の上、「尋常綾陽小学校」に改称。
- 1888年（明治21年）5月13日 - 現在地に校舎を新築の上、開校式を挙行。5月13日を創立記念日に制定。
- 1889年（明治22年）5月1日 - 町村制施行により、東諸県郡3村（北俣・南俣・入野）が合併の上、「綾村」が発足。
- 1892年（明治25年）4月 - 高等科を併置の上、「綾尋常高等小学校」（尋常科4年・高等科4年）に改称。
- 1908年（明治41年）4月 - 改正小学校令により、尋常科（義務教育年限）が4年制から6年制に改められる。これにより、旧高等科1年を尋常科5年、旧高等科2年を尋常科6年、旧高等科3年を高等科1年、旧高等科4年を高等科2年に改める（尋常科6年・高等科2年）。
- 1920年（大正9年）- 木造2階建て新校舎が完成。
- 1932年（昭和7年）10月1日 - 綾村が町制施行の上、「綾町」が発足。
- 1935年（昭和10年）- 青年学校令施行により、青年学校が併置される。
- 1941年（昭和16年）4月1日 - 国民学校令施行により、「綾町綾国民学校」と改称。尋常科が初等科に改められる。
- 1947年（昭和22年）- 学制改革が行われる（六・三制の実施）。
  - 4月1日 - 国民学校初等科は、新制小学校「綾町立綾小学校」（現校名）に改組・改称。
  - 5月8日 - 国民学校高等科が、青年学校普通科とともに、新制中学校「綾町立綾中学校」に改組・改称。小学校に併設される。
- 1963年（昭和38年）3月31日 - 尾立分校と二反野分校を廃止。
- 1966年（昭和41年）- プールが完成。
- 1982年（昭和57年）- 給食調理場が完成。
- 1987年（昭和62年）- 創立100周年記念式典を挙行。創立100周年を記念して、「鐘桜堂」が完成。
- 1995年（平成7年）- 南校舎が完成。
- 1996年（平成8年）- 北校舎および管理棟が完成。
- 2006年（平成18年）- 新中校舎が完成。これにより、全校舎の新築が完了。
- 2017年（平成29年）- 新給食室が完成。

## 交通
最寄りのバス停留所
- 宮崎交通バス 「立町」停留所

最寄りの幹線道路
- 宮崎県道26号宮崎須木線
- 宮崎県道360号田代八重綾線

## 周辺
- 綾町役場
- 綾町立綾中学校
- 学校法人明翠学園綾幼稚園
- 綾城
- 綾護国神社
- 綾錦原野球場・サッカー場
- 綾馬事公苑

## 参考資料
- 「綾郷土史」（1965年（昭和40年）12月, 綾町）